# Premier Division 1991-1992 (Irlanda)
La stagione 1991-1992 è stata la settantunesima edizione della League of Ireland, massimo livello del calcio irlandese.

## Classifica finale
|  | Pos. | Squadra           | Pt | G  | V  | N  | P  | GF | GS | DR  |
|  | ---- | ----------------- | -- | -- | -- | -- | -- | -- | -- | --- |
|  | 1.   | Shelbourne        | 49 | 33 | 21 | 7  | 5  | 57 | 29 | +28 |
|  | 2.   | Derry City        | 44 | 33 | 17 | 10 | 6  | 49 | 21 | +28 |
|  | 3.   | Cork City         | 43 | 33 | 16 | 11 | 6  | 47 | 30 | +17 |
|  | 4.   | Dundalk           | 40 | 33 | 14 | 12 | 7  | 44 | 31 | +13 |
|  | 5.   | Bohemians         | 37 | 33 | 14 | 9  | 10 | 45 | 34 | +11 |
|  | 6.   | Shamrock Rovers   | 33 | 33 | 9  | 15 | 9  | 33 | 30 | +3  |
|  | 7.   | St Patrick's      | 29 | 33 | 9  | 11 | 13 | 38 | 46 | -8  |
|  | 8.   | Bray Wanderers    | 26 | 33 | 8  | 10 | 15 | 17 | 37 | -20 |
|  | 9.   | Sligo Rovers      | 25 | 33 | 7  | 11 | 15 | 33 | 42 | -9  |
|  | 10.  | Drogheda Utd (-1) | 24 | 33 | 6  | 13 | 14 | 23 | 46 | -23 |
|  | 11.  | Athlone Town      | 23 | 33 | 6  | 11 | 16 | 31 | 50 | -19 |
|  | 12.  | Galway Utd        | 22 | 33 | 7  | 8  | 18 | 37 | 58 | -21 |

Legenda:

         Campione d'Irlanda e qualificata in UEFA Champions League 1992-1993
         Qualificata in Coppa delle Coppe 1992-1993
         Qualificate in Coppa UEFA 1992-1993
         Retrocesse in First Division 1992-1993

Note:
Due punti a vittoria, uno a pareggio, zero a sconfitta.
Drogheda United penalizzato di un punto per aver schierato un giocatore in condizioni non regolari.

## Statistiche

### Squadre
| Record - Maggior numero di vittorie: Shelbourne (21) - Minor numero di sconfitte: Shelbourne (5) - Miglior attacco: Shelbourne (57) - Miglior difesa: Derry City (21) - Miglior differenza reti: Shelbourne e Derry City (+28) - Maggior numero di pareggi: Shelbourne (7) - Minor numero di vittorie: Drogheda Utd e Athlone Town (6) - Maggior numero di sconfitte: Galway Utd (18) - Peggiore attacco: Bray Wanderers (17) - Peggior difesa: Galway Utd (58) - Peggior differenza reti: Drogheda Utd (-23) |